# Mineral de terras raras
Um mineral de terras raras é um mineral cujo principal elemento é uma terra rara. Estes minerais são em geral encontrados em associação com rochas alcalinas a per-alcalinas de complexos ígneos que sofreram uma significativa alteração hidrotermal, em geral em pegmatitos associados com magmas alcalinos ou carbonatitos intrusivos.
As fases minerais da perovskite são das fontes mais abundantes de elementos da séria das terras raras. O ítrio está presente em quase todos os minerais de terras raras.
A lista seguinte inclui minerais de terras raras de origem hidrotermal relativamente comuns e outros minerais que contêm, por substituição, concenrações significativas de terras raras:
- blomstrandina
- allanite
- apatite
- bastnasite
- britholite
- brockite
- cerite
- fluocerite
- fluorite
- gadolinite
- monazite
- parisite
- stillwellite
- synchisite
- titanite
- xenótimo
- zircão
- zirconolite